# Alfred Gilks
Alfred Gilks (* 29. Dezember 1891 in Kalifornien; † 6. September 1970 in Hollywood) war ein US-amerikanischer Kameramann, der 1952 für Ein Amerikaner in Paris als bester Kameramann mit dem Oscar ausgezeichnet wurde.
Gilks arbeitete ab 1920 als Chefkameramann und stand bis 1928 bei ungefähr 40 Stummfilmen hinter der Kamera. Beim Übergang zum Tonfilm konnte er seine Karriere bis 1939 nahtlos fortsetzen und drehte in dieser Zeit u. a. zwei Filme der Dr. Kildare-Reihe.
1947 setzte er seine Arbeit fort. Bis 1956 entstanden seine bekanntesten Filme. Für Vincente Minnellis Ein Amerikaner in Paris wurde er 1952 zusammen mit John Alton mit dem Oscar für die Beste Kamera ausgezeichnet. Nach dem Gewinn des Oscars arbeitete er nicht mehr oft als Kameramann. Der letzte Film, an dem er beteiligt war, ist John Fords Der schwarze Falke als Bestandteil der Second Unit.

## Filmografie (Auswahl)
- 1922: Du sollst nicht begehren deines Nächsten Weib (Beyond the Rocks)
- 1925: Herren der Lüfte (The Air Mail)
- 1925: Die Erbin des Holzkönigs (The Ancient Highway)
- 1926: Korsaren (Old Ironsides)
- 1926: Die Farm auf dem Hügel (The Enchanted Hill)
- 1927: Bin ich ihr Typ? (Get Your Man)
- 1928: Riff und Raff als Frauenhelden (Wife Savers)
- 1929: Der Kiebitz (The Kibitzer)
- 1933: Wo ist das Kind der Madeleine F.? (Miss Fane’s Baby is Stolen)
- 1934: You’re Telling Me!
- 1934: Die Glückspuppe (Little Miss Marker)
- 1934: Sophie kann’s nicht lassen (The Notorious Sophie Lang)
- 1935: Man on the Flying Trapeze
- 1935: Ein Butler in Amerika (Ruggles of Red Gap)
- 1936: Ausgerechnet Weltmeister (The Milky Way)
- 1939: Dr. Kildare: Unter Verdacht (Calling Dr. Kildare)
- 1939: Dr. Kildare: Das Geheimnis (The Secret of Dr. Kildare)
- 1948: You Can’t Win Kurzfilm
- 1950: Einmal eine Dame sein (Two Weeks With Love)
- 1951: Ein Amerikaner in Paris (An American in Paris)
- 1951: Gib Gas, Joe! (Excuse my Dust)
- 1951: Lassie und die Goldgräber (The Painted Hills)
- 1956: Der schwarze Falke (The Searchers)